# بخش رودهن
بخش رودهن یکی از بخش‌های شهرستان دماوند در استان تهران ایران است.

## تقسیمات کشوری
- بخش رودهن
  - دهستان آبعلی
  - دهستان مهرآباد
- شهرها
  - رودهن و آبعلی

## جمعیت
بنابر سرشماری مرکز آمار ایران، جمعیت بخش رودهن در سال ۱۳۸۵ برابر با ۲۷۴۴۵ نفر بوده است.
در بخش رودهن زبان مردم شهر رودهن ترکی آذربایجانی و در شهر آبعلی مازندرانی است. زبان روستاهای مهرآباد و گلاهک، آذری است و مردم روستاهای وسکاره، سادات محله و کریتون جورد و آردینه و ایرا به زبان مازندرانی و روستای چنارغرب به گویش لری صحبت می‌کنند.